# Eritrofobia

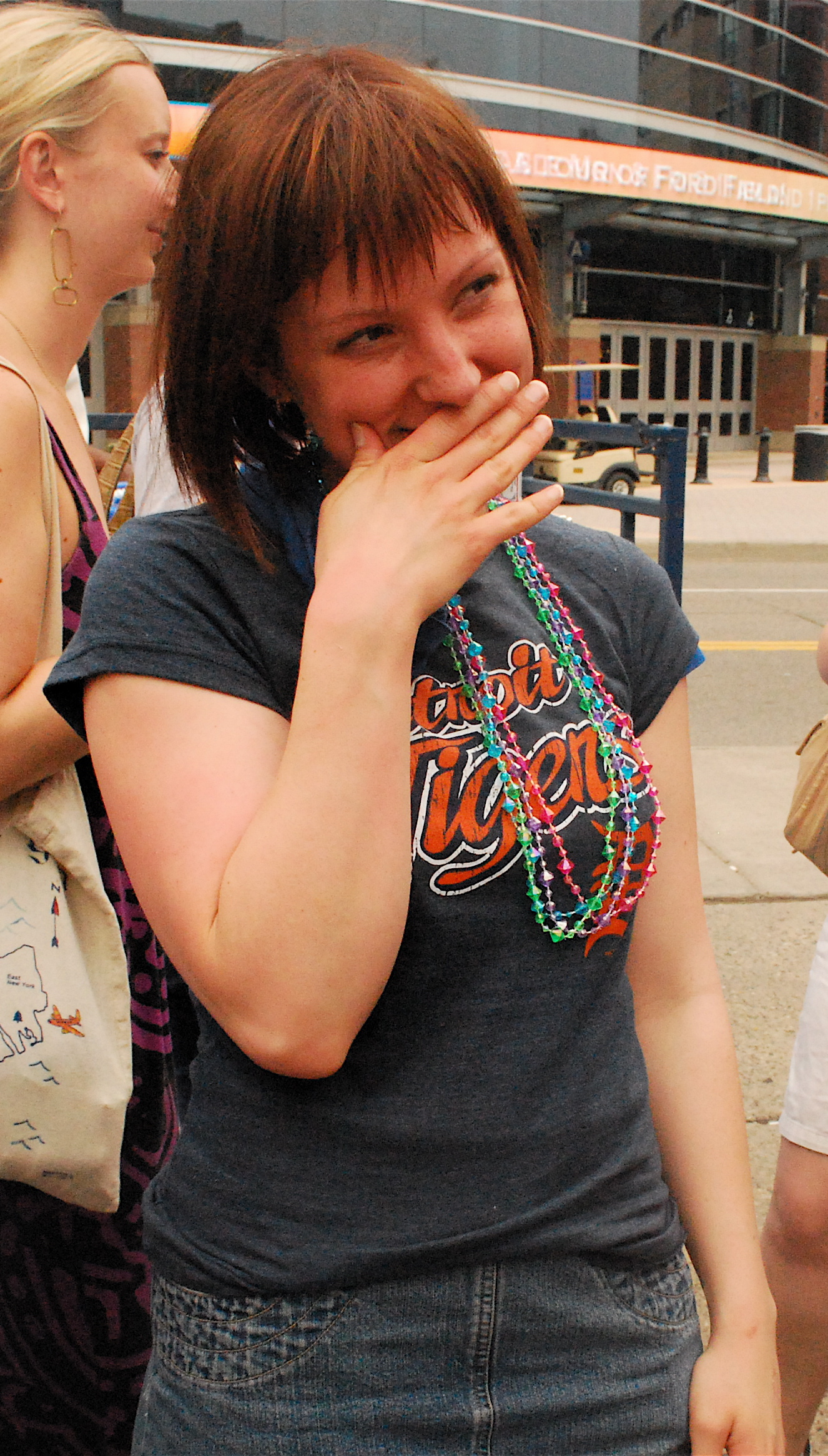
Chica sonrojada en público

La eritrofobia es el miedo a ponerse rojo o ruborizarse. La persona que "se pone como un tomate", reacciona negativamente, sintiéndose avergonzada por ello. Esto hace que su ansiedad aumente, y que pueda provocar un mayor rubor. De este modo, puede tener miedo de verse en situaciones en las que previamente se ha ruborizado. No siempre existe un motivo por el cual estar ruborizado, se puede provocar de la nada, desencadenando así, el miedo y vergüenza al rubor.

## Causas
Ser el centro de atención de los demás puede desencadenar el rubor facial, incluso aunque no se trate de una atención negativa por parte de los demás. Ser el centro de atención pone a una persona bajo la mirada de los demás, y esta mirada puede volverse crítica, rechazadora o humillante.
En condiciones normales, el flujo sanguíneo en los vasos cutáneos de resistencia y en el plexo venoso subcutáneo son regulados tanto a nivel neuronal como local. Sin embargo, existen ciertas diferencias importantes entre ellos. Una de ellas es que los vasos cutáneos de resistencia exhiben un tono basal independientemente de la inervación, en reacción a un estiramiento pasivo inducido por la presión sanguínea.
Por lo general, el rubor facial ha comenzado en la infancia o la adolescencia, edad en la que es frecuente ser objeto de burlas cuando los demás observan el enrojecimiento de la cara. Esto hace que la persona se sienta avergonzada y humillada y perciba el rubor de un modo especialmente negativo, como fuente de desprecio y rechazo por parte de los demás.

## Consecuencias
El miedo a sonrojarse hace que la persona se sienta ansiosa, de modo que el mismo miedo al rubor facial puede acabar provocándolo, estableciéndose así un círculo vicioso.
Esto puede hacer que sienta un miedo especialmente intenso a que el rubor llegue a ocurrir, pudiendo incluso llegar a evitar situaciones en las que considera que podría ruborizarse. Dado que el propio miedo al rubor genera una ansiedad que puede llegar a hacer que el temido rubor aparezca, las situaciones temidas pueden ser cada vez más numerosas, y este miedo puede mantenerse en la edad adulta.